# Molí de les Puces (Boadella i les Escaules)
El Molí de les Puces és un edifici del municipi de Boadella i les Escaules (Alt Empordà). Està situat a un quilòmetre al nord-oest del nucli urbà del poble de les Escaules, integrat al municipi de Boadella i les Escaules. Està situat al marge dret del riu la Muga. Forma part de l'Inventari del Patrimoni Arquitectònic de Catalunya.

## Descripció
És un edifici de planta irregular que recorda el buc d'un vaixell, amb una orientació nord-oest vers sud-est, la coberta de dues vessants i distribuït en una sola planta. La porta d'accés, ubicada al mur de ponent, és esbiaixada amb la llinda apuntada lleugerament a manera d'arc rebaixat. Al mur de migdia hi ha una obertura estreta i rectangular, d'una sola esqueixada i amb forma d'espitllera. A l'interior, el sostre és cobert amb una volta continua apuntada i presenta una fornícula de mig punt encastada al mur de tramuntana. Els murs de la construcció són lleugerament atalussats i de traçat irregular. Estan bastits amb pedres sense desbastar disposades en filades regulars i lligades amb abundant morter de calç.

## Història
La construcció de molins per a moldre el cereal va proliferar durant el segle xi. Es creu que és una edificació del segle X per l'"opus spicatum" al seu parament. La seva funció original no acaba de quedar clara i hom pensa que podria tractar-se d'antics banys termals, no tant com un molí. Sembla que estaria relacionat amb altres construccions del riu la Muga.